# Tip-Top

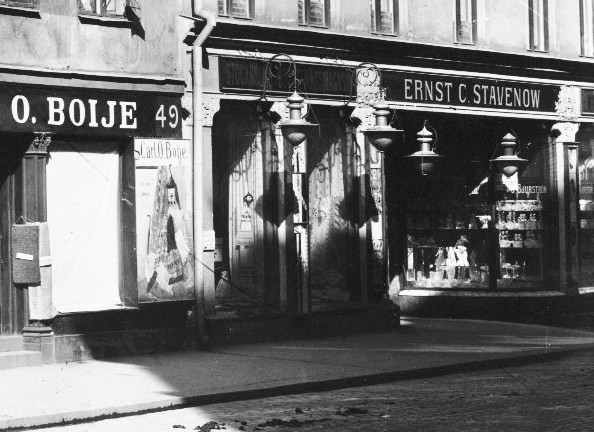
Drottninggatan 51, här låg biografen Tip-Top mellan 1909 och 1918, foto från 1908.

Tip-Top var en biograf belägen vid Drottninggatan 51 på Norrmalm i Stockholm. Tip-Top öppnade 1909 och stängde 1918.

## Historik

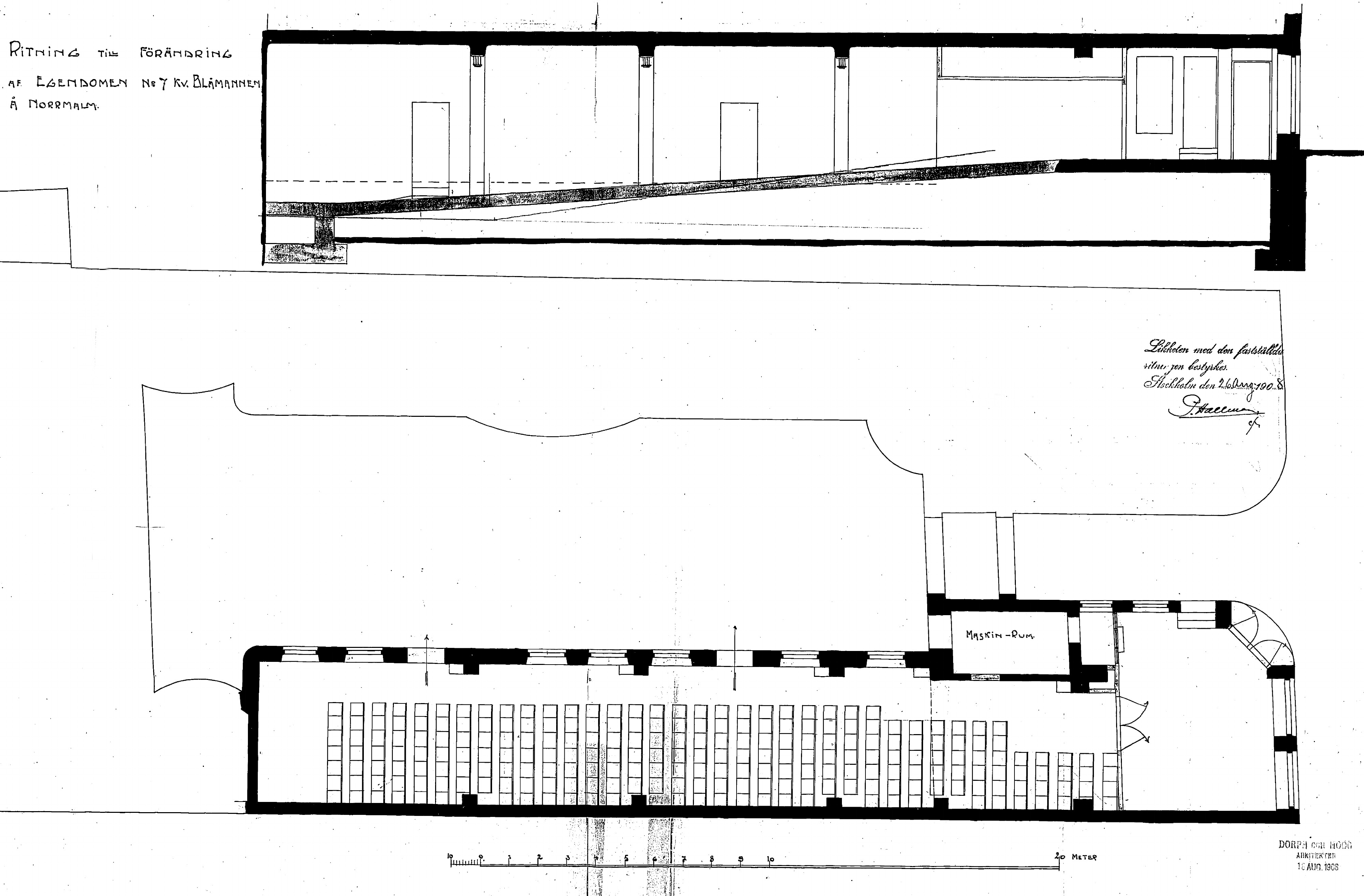
Tip-Tops biograflokal, ritning 1908.

Tip-Top låg i en (numera riven) byggnad i kvarteret Blåmannen uppförd 1904 och fyra år senare komplett omgestaltat av arkitektfirman Dorph & Höög som även ritade biografen. Till en början ansåg man att lokalen, en tidigare butik, var olämplig för filmvisning. Salongen sträckte sig inåt bakgården och var bara 4,5 meter bred men 33 meter lång. Den hade fönster och några dörrar till bakgården och rymde 188 sittplatser. Entrén var från Drottninggatan och innanför fanns en mindre foajé. 
Tip-Top öppnade sina portar den 20 januari 1909 och var då den 20:e biografen i Stockholm. Biografägaren var byggmästaren John A. Bergendahl som drev ett stort antal biografer under stumfilmstiden i staden. Han beslöt att enbart visa västernfilmer på Tip-Top vilket visade sig blev ett framgångsrikt koncept. Filmvisningarna började redan på eftermiddagarna. I september 1918 lades Tip-Top ner och salongen blev butik igen.